# 何凤生
何凤生（1932年6月26日—2004年11月16日），原籍贵州贵定，生于江苏南京，中国职业神经病学专家，中国工程院院士。

## 生平
1948年进入国立中央大学医学院，1955年毕业。1995年当选为中国工程院院士。